# チャールズ・ウィリアム・バートレット
チャールズ・ウィリアム・バートレット（Charles William Bartlett、1860年6月1日 - 1940年4月16日）は、イギリスの画家、版画家。

## 来歴
1860年6月1日、イングランド南部のドーセットシャー州ブリッドポートに生まれた。当初は冶金学を学び、数年間その分野で働いていた。 23歳の時、バートレットはロンドンの王立芸術アカデミーに入学、絵画とエッチングを学んだ。そして、ロンドンでの絵画研究の3年後、フランスに渡ってパリのアカデミー・ジュリアンに入学し、ジュール・ジョゼフ・ルフェーブル（1836年 - 1911年）とギュスターヴ・ブーランジェ（1824年 - 1888年）に師事、主に水彩画やエッチングを描いて活躍していた。

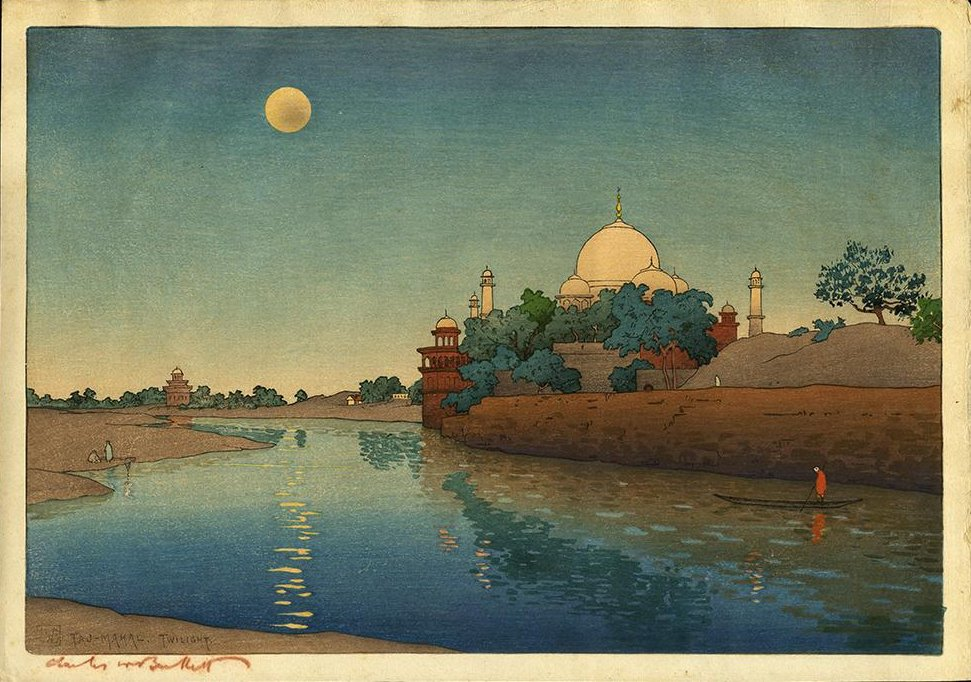
チャールズ・ウィリアム・バートレットの版画『黄昏のタジマハール』

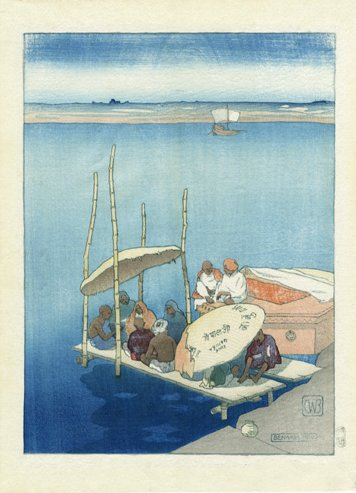
『ベナレス』

1889年に一旦イギリスに戻り、エミリー・テートという女性と結婚し、子供が生まれたが、妻と幼子は出産後まもなく死亡した。 バートレットはその後、友人で仲間の画家フランク・ブラングウィン（1867年 - 1956年）とともにヨーロッパに旅行をしており、この旅はオランダ、ブルターニュ、ヴェネツィアにて得るものがあった有意義な旅であった。このブラングウィンがバートレットに日本の版画を紹介したといわれている。バートレットは、ヨーロッパでは特に農民の様子を描いていた。1897年にはフランスの国民美術協会（ソシエテ・ナショナル・デ・ボザール）に招待された。翌1898年に再びイギリスに戻り、キャサリン（ケイト）・メインと再婚した。
バートレットは1913年に、裕福であった妻の家族からの資金援助をうけて、インド、セイロン、インドネシア、中国へ旅立ち、その途中で1915年に初めて日本に立ち寄った。この時、自らの水彩画のスケッチを新版画の版元、渡辺庄三郎（1885年 - 1962年）のもとに持ち込み、鉛筆を絵筆に持ち替えるところから始めて、木版画の制作を開始した。 翌1916年に渡辺庄三郎は、バートレットによる日本の風景画6点及びインドの風景画、合計21点の新版画を発表した。
バートレットはフリッツ・カペラリに続いて新版画を版行した2番目の外国人であったが、旅先でのスケッチを版画化した点がカペラリと大きく異なっていた。「ベナレス水辺」は来日より前に訪ねていたインドのスケッチを基にしており、その特徴的なブルーは葛飾北斎や歌川広重のプルシアンブルーあるいは藍色、高橋松亭の輸出用版画にみられるような紺色に近い青とも違って、より明るく新しい時代を感じさせるものであった。また、日本の風景画では「京都寺院前」のように、京都、鎌倉など外国人旅行者がいかにも訪れそうな観光地の様子を、旅人という傍観者という一歩引いた目線から人々の往来や労働を描いており、後の川瀬巴水の作風と類似していた。雪の降る横浜根岸を描いた「横浜根岸の雪」では近景に積雪する木が一本あり、遠景には海が見え、その中間に人々が歩いて向う家屋が描かれており、このような構図は広重の「名所江戸百景」の作例に似ていた。
1917年にバートレット夫妻はイギリスに帰るために日本を出発するが、彼らは途中ハワイに立ち寄り、そのままホノルルに滞在していた。1919年に再び日本を訪問、渡辺版画店から16枚の新版画の作品を制作した。その後、ハワイに戻ったバートレットは1940年4月16日、同地で没した。79歳没。

## 作品
- 「ベナレス水辺」　木版画　渡辺版　千葉市美術館所蔵　1916年
- 「横浜根岸の雪」　木版画　渡辺版　千葉市美術館、横浜美術館所蔵　1916年
- 「横浜磯子」　木版画　渡辺版　横浜美術館所蔵　1916年
- 「牛臥の漁船」　木版画　渡辺版　横浜美術館所蔵　1916年
- 「京都寺院前」　木版画　渡辺版　横浜美術館所蔵　1916年

## 作品画像

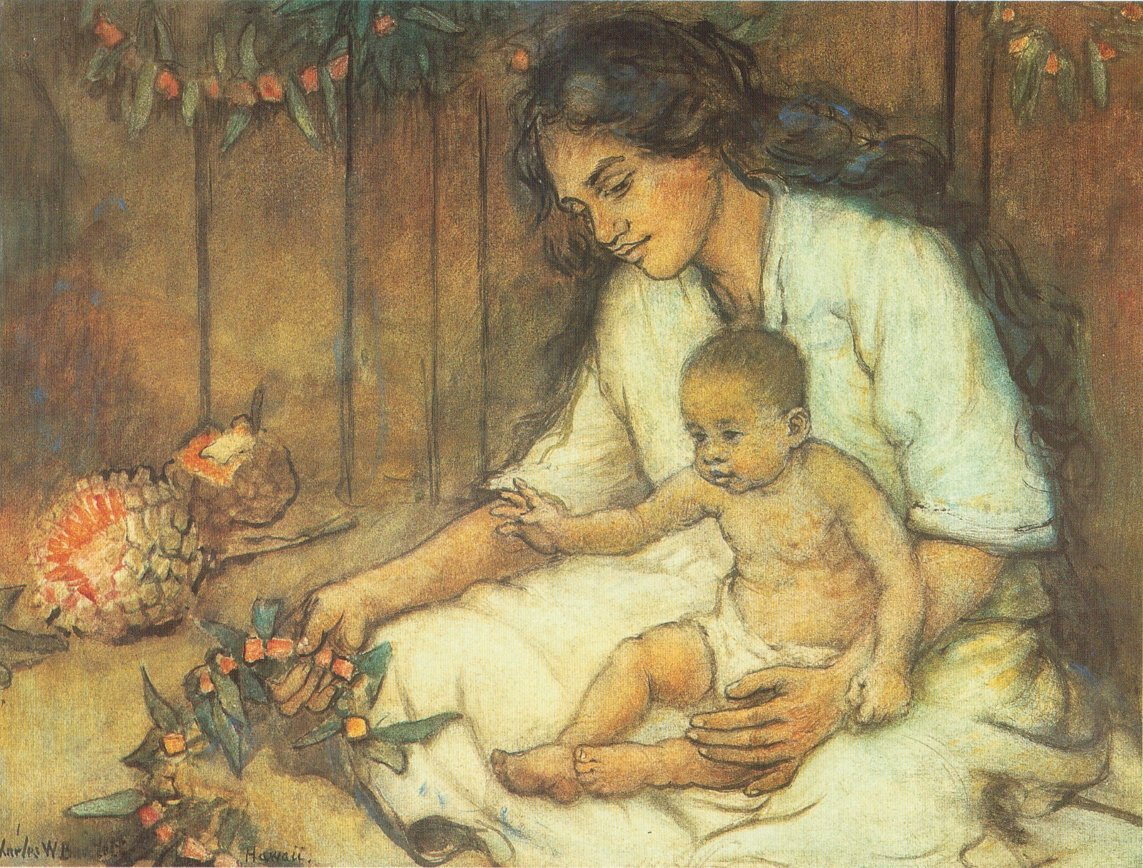
ハワイの母と子(c.1920)
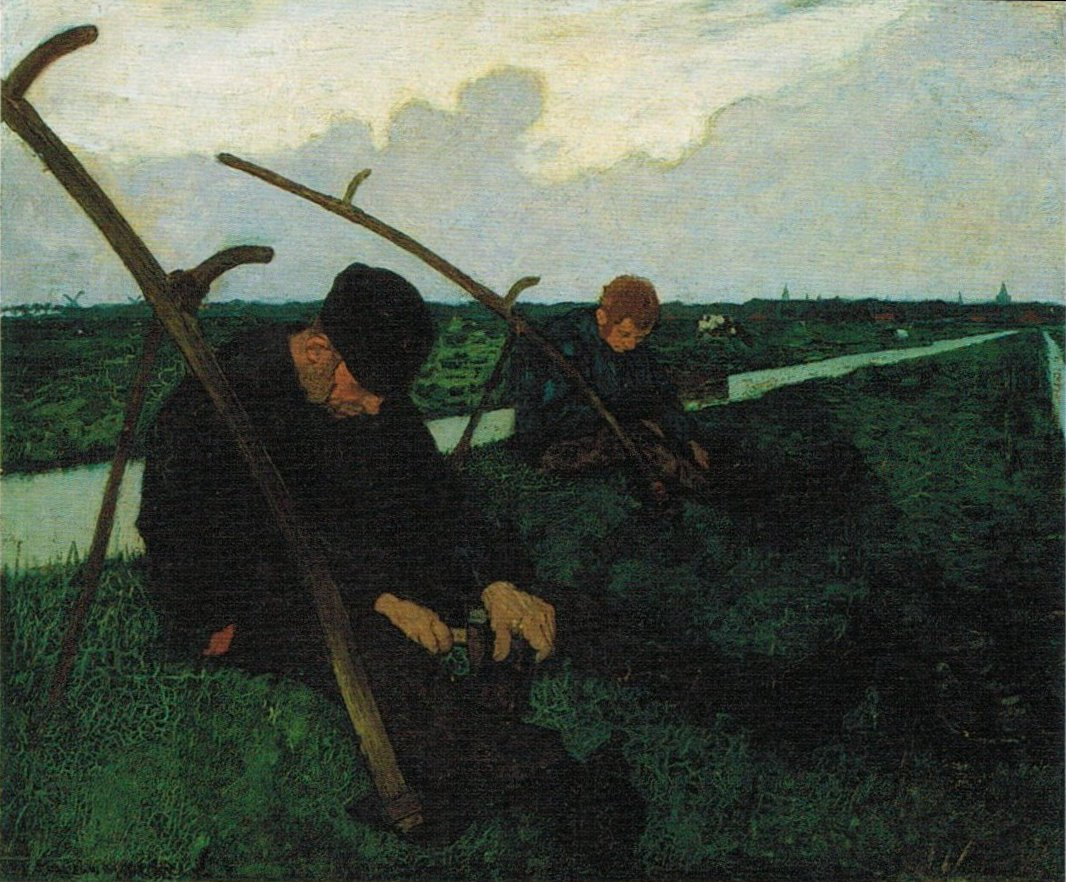
大鎌の修理(1912)
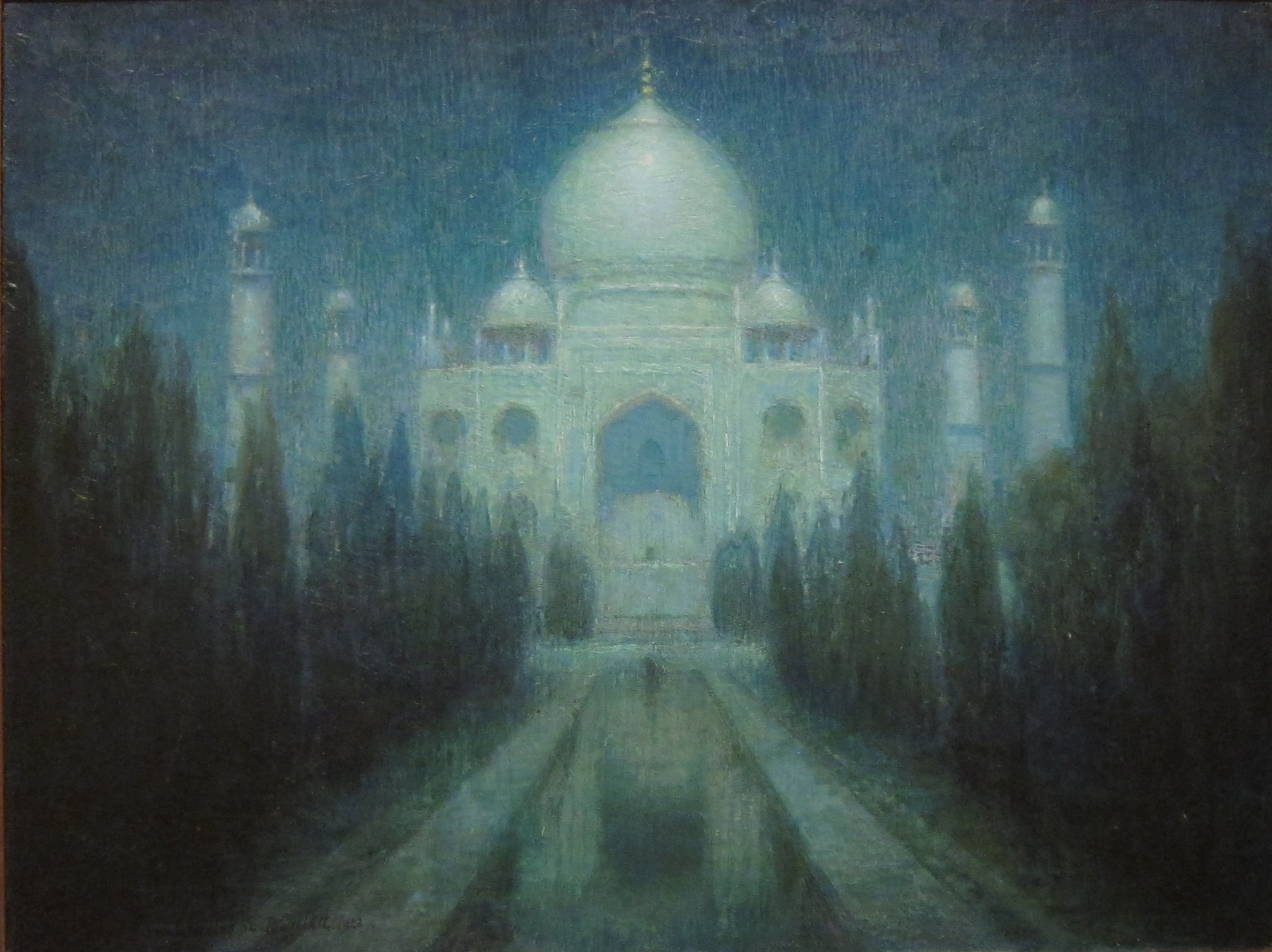
月光に照らされるタジ・マハール
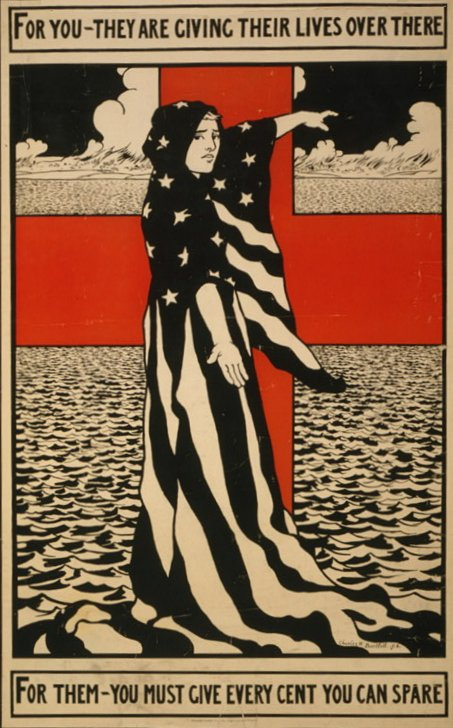
戦時寄付の募集ポスター